# Pondok Karya
Pondok Karya is een bestuurslaag in het regentschap Tangerang Selatan van de provincie Banten, Indonesië. Pondok Karya telt 33.216 inwoners (volkstelling 2010).